# Izanami
Na Mitologia Japonesa, Izanami (イザナミ significando "Ela que convida") é  uma deusa tanto da criação como da morte, e também esposa e irmã de Izanagi, com encargos de criar os deuses inferiores e o homem. O nascimento do deus Fogo causou-lhe a morte.

## Ver Também
- Izanagi
- Amaterasu
- Susanoo
- Tsukuyomi